# Cafetaleros de Tapachula
Cafetaleros de Tapachula Fútbol Club (dt. Kaffeeanbauer von Tapachula Fußballclub) ist ein mexikanischer Fußballverein aus Tapachula, einer Kleinstadt im Bundesstaat Chiapas, unweit der Grenze zum südlichen Nachbarland Guatemala.

## Geschichte
Das Franchise wurde im Sommer 2015 gegründet, um als Nachfolger des Altamira FC mit dessen Zweitliga-Lizenz für die Saison 2015/16 einen Startplatz in der Ascenso MX einzunehmen.

## Stadion
Der Verein trägt seine Heimspiele im Estadio Víctor Manuel Reyna in Tuxtla Gutiérrez aus. Das Mehrzweckstadion hat ein Fassungsvermögen von 32.000 Personen. Eigentümer der Sportstätte ist der Bundesstaat Chiapas.
Koordinaten: 16° 45′ 46″ N, 93° 5′ 47,1″ W

## Trainer seit 2017
| Name                | Zeit bei Cafetaleros de Tapachula | Zeit bei Cafetaleros de Tapachula |
| Name                | von                               | bis                               |
| ------------------- | --------------------------------- | --------------------------------- |
| Carlos de los Cobos | 1. Juli 2015                      | 22. August 2015                   |
| Gabriel Caballero   | 27. August 2015                   | 2. Mai 2016                       |
| Carlos Bustos       | 25. Mai 2016                      | 28. August 2016                   |
| Mauro Camoranesi    | 30. August 2016                   | 22. Januar 2017                   |
| Francisco Ramírez   | 23. Januar 2017                   | 28. Juli 2017                     |
| Gabriel Caballero   | 11. August 2017                   | 30. Juni 2018                     |
| Irving Rubirosa     | 1. Juli 2018                      | 27. August 2018                   |
| Diego de la Torre   | 28. August 2018                   | 13. November 2018                 |
| Luis Soto           | 4. Dezember 2018                  | 29. Mai 2019                      |
| Gabriel Pereyra     | 30. Mai 2019                      | 6. Oktober 2019                   |
| Diego de la Torre   | 7. Oktober 2019                   | heute                             |